# Corey Glover
Corey Glover (New York, 6 novembre 1964) è un cantante e attore statunitense, membro dell'hard rock band Living Colour.
Glover era un aspirante attore quando Vernon Reid lo chiamò ad entrare nei Living Colour, dopo averlo sentito cantare al compleanno di un amico comune.
Nel 1995 partecipa alla realizzazione di un CD omaggio a Jimi Hendrix, "In from the storm", cantando il brano omonimo insieme a Eric Schenkman e "Drifting" con  Steve Vai & Hiram Bullock.
Oltre alla carriera con i Living Colour ha all'attivo un album solista, Hymns, del 1998.
Nel 2006, Corey Glover raggiunge Ted Neeley nel cast di Jesus Christ Superstar nel ruolo di Judas. Lascia lo show nel dicembre del 2008 per raggiungere Living Colour.
È apparso nel film di Oliver Stone, Platoon (1986), nel ruolo di Francis; e in American Reunion di Leif Tilden e Mark J. Poggi. Ha inoltre recitato nella serie televisiva Signs of Life.

## Discografia solista
- Hymns (1998)

## Filmografia
- Platoon, regia di Oliver Stone (1986)

## Doppiatori italiani
- Pino Ammendola in Platoon